# Akaflieg München Mü 4
Die Akaflieg München Mü 4 „München“ war ein Segelflugzeug der studentischen Fliegergruppe Akaflieg München, das vor allem für die Schulung eingesetzt wurde.

## Geschichte
Da die Anzahl der Mitglieder der Akaflieg München stetig stieg, wurde 1928 ein einfacher Übungssegler konstruiert, um neben der Mü 2 „Münchner Kindl“ ein zweites Flugzeug für die Schulung einsatzbereit zu haben. Besonderen Wert wurde bei der mit nur 105 kg Rüstmasse leichtesten Konstruktion der Akaflieg München auf gutmütige Flugeigenschaften und einfache Wartung gelegt.

## Technische Daten
| Kenngröße       | Daten   |
| --------------- | ------- |
| Besatzung       | 1       |
| Spannweite      | 12,14 m |
| Flügelfläche    | 17 m²   |
| Flügelstreckung | 8,6     |
| Leermasse       | 105 kg  |
| max. Startmasse | 185 kg  |